# Blåmire
Blåmire, Anagallis foemina, är en art i familjen ardisiaväxter. Den förekommer naturligt på Azorerna, Madeira, Kanarieöarna, i västra, centrala, östra och södra Europa och österut till Afghanistan.

## Synonymer
Anagallis arvensis subsp. caerulea Hartm.  (ej samma som var. caerulea (L.) Gouan)
Anagallis arvensis subsp. foemina (Mill.) Schinz & Thell.
Anagallis caerulea Schreb. nom. illeg.